# Cindy & Bert
Cindy & Bert sono stati un duo musicale tedesco originario di Völklingen e attivo dal 1965 al 2008.
Il duo, composto da Jutta Gusenberger (26 gennaio 1948) e Norbert Berger (12 settembre 1945 – 14 luglio 2012), partecipò all'Eurovision Song Contest 1974 con il brano Die Sommermelodie, in rappresentanza della Germania Ovest, classificandosi al quattordicesimo e ultimo posto.